# MultiFinder
MultiFinder fue el nombre de un software de extensión para el Apple Macintosh, introducido en System Software en 1988 y fue incluido en System Software 6. Permitió el uso del concepto de mulitarea cooperativa entre varias aplicaciones a la vez; un gran avance con respecto a otros sistemas, en donde sólo se podía ejecutar una aplicación a la vez. Con la llegada de System 7, MultiFinder se convirtió en parte integral del sistema operativo, hasta la llegada de Mac OS X.
Previo al MultiFinder, los desarrolladores de Apple habían creado el software Switcher en 1985, que tuvo un soporte inicial en la memoria para ejecutar una forma de multitareas y que fue el predecesor del MultiFinder.
MultiFinder tiene como función principal permitir múltiples aplicaciones de software simultáneamente, con la capacidad de que éstas residan en la memoria. Con sólo un clic, se podía pasar de una aplicación a otra, y también con la capacidad de copiar información de una aplicación a otra.